# Byttering
Bittering, anche Bytering, Bytteryng e Biteryng, probabilmente di nome Thomas, (... – 1420), è stato un compositore inglese, attivo nel periodo di transizione fra il medioevo e il rinascimento. Cinque dei suoi lavori ci sono giunti in quanto contenuti nell'Old Hall Manuscript.

## Biografia
Alcuni studiosi hanno avanzato l'ipotesi che si tratti di Thomas Byteryng. Byteryng fu un canonico presso il Castello di Hastings fra il 1405 ed il 1408, e rettore a Londra nel 1414. Nessuna informazione sul compositore appare sull'Old Hall Manuscript oltre al suo cognome inserito in diversi pezzi.
Quei pezzi spiccano fra le altre opere del manoscritto per i loro tratti stilisticamente avanzati. 
La musica di Byttering comprende tre pezzi da messa; due Gloria e un Credo; un mottetto basato su Nesciens Mater e un mottetto nuziale scritto in isoritmia, En Katerine solennia/Virginalis contio/Sponsus amat sponsum, la sua opera più nota, che fu quasi certamente scritta in occasione del matrimonio (2 giugno 1420) di Enrico V d'Inghilterra e Caterina di Valois.
Il Gloria a quattro voci, n. 18 nell'Old Hall MS, è uno dei più complessi canoni dei primi anni del XV secolo, e rappresenta ciò che fu probabilmente l'estrema differenziazione stilistica tra la scrittura inglese e quella continentale. I canoni erano estremamente rari nelle fonti continentali ma ve ne sono sette nell'Old Hall MS e quello di Byttering è l'unico con la disposizione standard della stessa melodia in tutte e quattro le voci.